# Tanjung Kemala (Martapura)
Tanjung Kemala is een bestuurslaag in het regentschap Ogan Komering Ulu van de provincie Zuid-Sumatra, Indonesië. Tanjung Kemala telt 3246 inwoners (volkstelling 2010).